# UWG Wattenscheid
Die Unabhängige Wählergemeinschaft Wattenscheid ist eine kommunalpolitische Wählergruppe, die am 23. September 1969 in Wattenscheid gegründet wurde.
Die UWG kämpfte gegen die 1974 beschlossene Eingemeindung der früher selbständigen Stadt Wattenscheid nach Bochum, später, gemeinsam mit Kettwig im sogenannten „Kettwiger Kreis“, für eine Rücknahme der Gebietsreform und damit die erneute Selbständigkeit. Nachdem dies, spätestens mit einem Antrag im Jahr 1997, endgültig gescheitert war, trat sie weiter für die besonderen Interessen Wattenscheids, etwa den Erhalt der Wattenscheider Einrichtungen und einen entsprechenden Anteil der Gemeindefinanzen ein. 
Sie kandidiert in Wattenscheid für den Rat der Stadt Bochum und die Bezirksvertretung Bochum-Wattenscheid. In dieser hält sie mit der CDU und der FDP zusammen die Mehrheit. Im Jahr 1975 kandidierte sie ebenfalls für die Bezirksvertretung Bochum-Südwest mit den Stadtteilen Dahlhausen, Linden und Weitmar. Dort erreichte sie 2,1 % der gültigen Stimmen.

## Wahlergebnisse
| Jahr | Wattenscheid                                | Wattenscheid                                | Bochum                                      | Bochum                                      |
| Jahr | %                                           | Sitze                                       | %                                           | Sitze                                       |
| ---- | ------------------------------------------- | ------------------------------------------- | ------------------------------------------- | ------------------------------------------- |
| 1969 | 22,6 %                                      |                                             |                                             |                                             |
| 1975 | Wattenscheid verliert seine Selbständigkeit | Wattenscheid verliert seine Selbständigkeit | Wattenscheid verliert seine Selbständigkeit | Wattenscheid verliert seine Selbständigkeit |
| 1975 | 13,2 %                                      | 0 von 19                                    | 4,1 %                                       | 0 von 75                                    |
| 1979 | 11,4 %                                      | 2 von 19                                    | 2,4 %                                       | 0 von 75                                    |
| 1984 | 16,2 %                                      | 3 von 19                                    | 3,0 %                                       | 0 von 75                                    |
| 1989 | 15,9 %                                      | 3 von 19                                    | 3,2 %                                       | 0 von 67                                    |
| 1994 | 14,6 %                                      | 3 von 19                                    | 2,6 %                                       | 0 von 69                                    |
| 1999 | 24,9 %                                      | 5 von 19                                    | 4,5 %                                       | 3 von 66                                    |
| 2004 | 23,2 %                                      | 4 von 19                                    | 4,2 %                                       | 3 von 76                                    |
| 2009 | 22,0 %                                      | 4 von 19                                    | 3,5 %                                       | 3 von 82                                    |
| 2014 | 15,7 %                                      | 3 von 19                                    | 2,5 %                                       | 2 von 84                                    |
| 2020 | 12,1 %                                      | 2 von 19                                    | 3,4 %                                       | 3 von 86                                    |

Wattenscheid: 1969: Stadtrat, danach Bezirksvertretung.

## Besonderheit
Bei der Wahl der Bezirksvertretung im Jahr 1975 (erste Wahl) gab es eine Besonderheit. Nur diejenigen Parteien, die im Rat der jeweiligen kreisfreien Stadt vertreten waren, konnten auch Mitglieder in die Bezirksversammlung (in den Bürgerausschuss) entsenden. Da die UWG Wattenscheid nicht im Bochumer Rat vertreten war, war sie auch nicht in der Bezirksversammlung Wattenscheid vertreten, und das, obwohl sie bei der Wahl im Stadtbezirk deutlich mehr als 10 % der gültigen Stimmen erhielt.